# Gabriel Mendoza
Gabriel Mendoza (Graneros, 22 maggio 1968) è un ex calciatore cileno, di ruolo centrocampista.

## Palmarès

### Club

#### Competizioni nazionali
- Campionato cileno: 3

Colo-Colo: 1991, 1993, 1996
- Copa Chile: 1

Colo-Colo: 1994

#### Competizioni internazionali
- Coppa Libertadores: 1

Colo Colo: 1991
- Coppa Interamericana: 1

Colo-Colo: 1991
- Recopa Sudamericana: 1

Colo-Colo: 1992

### Individuale
- Equipo Ideal de América: 1

1991